# Xatınlı
Xatınlı è un comune dell'Azerbaigian situato nel distretto di Tovuz. Conta una popolazione di 2 963 abitanti.